# Omar Kamal
Omar Kamal Abdel Wahed (ar. عمر كمال; ur. 29 września 1993) – egipski piłkarz grający na pozycji prawoskrzydłowego. Od 2021 jest zawodnikiem klubu Future FC.

## Kariera klubowa
Swoją piłkarską karierę Kamal rozpoczął w klubie Ittihad El Shorta. W 2012 roku awansował do pierwszego zespołu i w sezonie 2012/2013 zadebiutował w nim w pierwszej lidze egipskiej. Grał w nim do końca sezonu 2016/2017. W 2017 przeszedł do Al-Masry. W pierwszej połowie 2018 roku był z niego wypożyczony do Al-Assyouty Sport. W Al-Masry występował do końca sezonu 2020/2021.
W sierpniu 2021 Kamal przeszedł do Zamaleku, jednak nie rozegrał w nim żadnego meczu i w październiku 2021 odszedł do Future FC. Swój debiut w nim zanotował 25 października 2021 w wygranym 1:0 domowym meczu z Pharco FC.
| Sezon   | Klub               | Kraj  | Rozgrywki                   | Mecze | Gole |
| ------- | ------------------ | ----- | --------------------------- | ----- | ---- |
| 2012/13 | Ittihad El Shorta  | Egipt | Ad-Dauri al-Misri al-Mumtaz | 1     | 0    |
| 2013/14 | Ittihad El Shorta  | Egipt | Ad-Dauri al-Misri al-Mumtaz | 1     | 0    |
| 2014/15 | Ittihad El Shorta  | Egipt | Ad-Dauri al-Misri al-Mumtaz | 13    | 2    |
| 2015/16 | Ittihad El Shorta  | Egipt | Ad-Dauri al-Misri al-Mumtaz | 26    | 2    |
| 2016/17 | Ittihad El Shorta  | Egipt | 2. liga                     | ?     | ?    |
| 2017/18 | Al-Masry Port Said | Egipt | Ad-Dauri al-Misri al-Mumtaz | 4     | 0    |
| 2017/18 | Al-Assyouty Sport  | Egipt | Ad-Dauri al-Misri al-Mumtaz | 13    | 2    |
| 2018/19 | Al-Masry Port Said | Egipt | Ad-Dauri al-Misri al-Mumtaz | 10    | 0    |
| 2019/20 | Al-Masry Port Said | Egipt | Ad-Dauri al-Misri al-Mumtaz | 27    | 3    |
| 2020/21 | Al-Masry Port Said | Egipt | Ad-Dauri al-Misri al-Mumtaz | 32    | 13   |
| 2021/22 | Zamalek SC         | Egipt | Ad-Dauri al-Misri al-Mumtaz | 0     | 0    |

## Kariera reprezentacyjna
W reprezentacji Egiptu Kamal zadebiutował 1 grudnia 2021 w wygranym 1:0 meczu Pucharu Narodów Arabskich 2021 z Libanem, rozegranym w Dosze. W 2022 roku został powołany do kadry na Puchar Narodów Afryki 2021. Na tym turnieju rozegrał pięć meczów: grupowe z Gwineą Bissau (1:0) i z Sudanem (1:0), w 1/8 finału z Wybrzeżem Kości Słoniowej (0:0, k. 5:4), ćwierćinałowy z Marokiem (2:1 po dogrywce) i półfinałowy z Kamerunem (0:0, k. 3:1). Z Egiptem został wicemistrzem Afryki.